# Dutch doubleton
Dutch doubleton is een biedsysteem in het kaartspel bridge en is een nakomeling van het Poolse "Polish Club" systeem.
Zijn naam ontleent het aan het feit dat het in Nederland ontwikkeld is, en dat een 1♣-opening met een doubleton (tweekaart) kan gebeuren. In dit systeem beloven openingen van 1♥ en 1♠ een vijfkaart en 1♦ een vierkaart. Met een 4432-verdeling (van hoog naar laag) wordt dus 1♣ geopend. Vaak geldt die 1♣-opening als forcing of semiforcing: ook als partner minimaal is (0-6 HCP), moet er geantwoord worden; uitzondering kan eventueel een zwakke hand met lange klaveren zijn.
Men kan ook zeggen dat de 1♣-opening ofwel een SA-opening toont die te zwak of te sterk is voor 1SA (meestal 15-17 HCP) ofwel echte klaveren. Eigenschap van het systeem is dat voor elke ontkende vierkaart hoog er een klaveren bij komt: bijvoorbeeld de biedserie 1♣-pas-1♥-pas-1SA toont ten minste een vierkaart klaveren, omdat zowel harten als schoppen worden ontkend.
Bij gelijke lengte van kleuren wordt de opening zoals in ACOL gekozen: laagste bij twee of meer vierkaarten, hoogste van twee vijfkaarten. Wat de antwoorden betreft wordt meestal 1♦ afwijkend gespeeld: dit is óf een zwakke hand (0-6 punten) óf Walsh, wat wil zeggen dat een vierkaart in een hoge kleur (harten of schoppen) dan alleen nog mogelijk is indien de antwoorder sterk genoeg is om ten minste voor de manche te kunnen inviteren. Er zijn ook paren die het vervolg natuurlijk spelen en daarbij accepteren dat ze een enkele keer zonder klaverenfit 1♣ moeten spelen.
De kans dat een 1♣ op een doubleton gedaan wordt is met 4,6% overigens vrij klein. De kans dat het een driekaart klaveren is, is veel groter: 18,1%. Toch is dus nog in meer dan driekwart van de gevallen (77,3%) de 1♣-opening van de Dutch doubleton op een vierkaart of langer gebaseerd.